# Холмс (окръг, Охайо)
Окръг Холмс (на английски: Holmes County) е окръг в щата Охайо, Съединени американски щати. Площта му е 1098 km², а населението - 38 943 души (2000). Административен център е град Милърсбърг.